# Філіп Гронек
Філіп Гронек (чеськ. Filip Hronek; нар. 2 листопада 1997, Градець-Кралове) — чеський хокеїст, захисник клубу НХЛ «Ванкувер Канакс». Гравець збірної команди Чехії.

## Ігрова кар'єра
Хокейну кар'єру розпочав на батьківщині 2014 року виступами за команду «Маунтфілд» (Градець-Кралове).
2016 року був обраний на драфті НХЛ під 53-м загальним номером командою «Детройт Ред-Вінгс». 14 липня 2016 сторони підписали трирічний контракт. Сезон 2016/17 Філіп провів у двох клубах юніорському «Сегіно Спіріт» та «Гранд-Репідс Гріффінс» (АХЛ). За підсумками сезону ОХЛ Гронека визнали найкращим захисником.
4 жовтня 2018 Філіп дебютував у клубі НХЛ «Детройт Ред-Вінгс». 13 жовтня відзначився першим голом в НХЛ у матчі проти «Бостон Брюїнс» ворота яких захищав Туукка Раск. Зрештою кінцівку сезону чех провів у складі фарм-клубу «Гріффінс».

## На рівні збірних
Був гравцем юніорської та молодіжної збірної Чехії, у складі яких брав участь у 15 іграх.
У складі національної збірної Чехії провів наразі 18 матчів.

## Нагороди та досягнення
- Володар Кубка Колдера в складі «Гранд-Репідс Гріффінс» — 2018.
- Найкращий захисник чемпіонату світу — 2019.[8]

## Статистика

### Клубні виступи
| Сезон        | Клуб                          | Ліга         | Регулярний сезон | Регулярний сезон | Регулярний сезон | Регулярний сезон | Регулярний сезон | Плей-оф | Плей-оф | Плей-оф | Плей-оф | Плей-оф |
| Сезон        | Клуб                          | Ліга         | І                | Г                | П                | О                | ШХ               | І       | Г       | П       | О       | ШХ      |
| ------------ | ----------------------------- | ------------ | ---------------- | ---------------- | ---------------- | ---------------- | ---------------- | ------- | ------- | ------- | ------- | ------- |
| 2014–15      | «Маунтфілд» (Градець-Кралове) | ЧЕ           | 1                | 0                | 0                | 0                | 2                | —       | —       | —       | —       | —       |
| 2015–16      | «Маунтфілд» (Градець-Кралове) | ЧЕ           | 40               | 0                | 4                | 4                | 22               | —       | —       | —       | —       | —       |
| 2016–17      | «Сегіно Спіріт»               | ОХЛ          | 59               | 14               | 47               | 61               | 60               | —       | —       | —       | —       | —       |
| 2016–17      | «Гранд-Репідс Гріффінс»       | АХЛ          | 10               | 1                | 1                | 2                | 4                | 2       | 0       | 0       | 0       | 6       |
| 2017–18      | «Гранд-Репідс Гріффінс»       | АХЛ          | 67               | 11               | 28               | 39               | 44               | 5       | 0       | 1       | 1       | 14      |
| 2018–19      | «Детройт Ред-Вінгс»           | НХЛ          | 46               | 5                | 18               | 23               | 30               | —       | —       | —       | —       | —       |
| 2018–19      | «Гранд-Репідс Гріффінс»       | АХЛ          | 31               | 7                | 17               | 24               | 45               | 5       | 0       | 3       | 3       | 28      |
| 2019–20      | «Детройт Ред-Вінгс»           | НХЛ          | 65               | 9                | 22               | 31               | 46               | —       | —       | —       | —       | —       |
| 2020–21      | «Маунтфілд» (Градець-Кралове) | ЧЕ           | 22               | 10               | 13               | 23               | 18               | —       | —       | —       | —       | —       |
| 2020–21      | «Детройт Ред-Вінгс»           | НХЛ          | 56               | 2                | 24               | 26               | 16               | —       | —       | —       | —       | —       |
| 2021–22      | «Детройт Ред-Вінгс»           | НХЛ          | 78               | 5                | 33               | 38               | 36               | —       | —       | —       | —       | —       |
| 2022–23      | «Детройт Ред-Вінгс»           | НХЛ          | 60               | 9                | 29               | 38               | 34               | —       | —       | —       | —       | —       |
| 2022–23      | «Ванкувер Канакс»             | НХЛ          | 4                | 0                | 1                | 1                | 0                | —       | —       | —       | —       | —       |
| 2023–24      | «Ванкувер Канакс»             | НХЛ          | 81               | 5                | 43               | 48               | 38               | 13      | 1       | 1       | 2       | 6       |
| Усього в НХЛ | Усього в НХЛ                  | Усього в НХЛ | 390              | 35               | 170              | 205              | 200              | 13      | 1       | 1       | 2       | 6       |

### Збірна
| Рік                | Команда            | Турнір             | Місце              |    | І | Г  | П  | О  | ШХ |
| ------------------ | ------------------ | ------------------ | ------------------ | -- | - | -- | -- | -- | -- |
| 2015               | Чехія              | ЮЧС18              | 6-е                | 5  | 0 | 3  | 3  | 6  |    |
| 2016               | Чехія              | МЧС                | 5-е                | 5  | 0 | 2  | 2  | 4  |    |
| 2017               | Чехія              | МЧС                | 6-е                | 5  | 2 | 2  | 4  | 10 |    |
| 2018               | Чехія              | ЧС                 | 7-е                | 8  | 1 | 2  | 3  | 2  |    |
| 2019               | Чехія              | ЧС                 | 4-е                | 10 | 3 | 8  | 11 | 22 |    |
| 2021               | Чехія              | ЧС                 | 7-е                | 7  | 1 | 3  | 4  | 4  |    |
| 2022               | Чехія              | ЧС                 | 3                  | 10 | 0 | 2  | 2  | 0  |    |
| Молодіжна збірна   | Молодіжна збірна   | Молодіжна збірна   | Молодіжна збірна   | 15 | 2 | 7  | 9  | 20 |    |
| Національна збірна | Національна збірна | Національна збірна | Національна збірна | 35 | 5 | 15 | 20 | 28 |    |